# Julia Anna Grob
Julia Anna Grob (* 16. Oktober 1997 in Basel) ist eine schweizerisch-deutsche Schauspielerin.

## Leben
Julia Anna Grob wuchs in ihrer Geburtsstadt Basel auf. Ab 2015 wirkte sie in verschiedenen Hörspielproduktionen mit. Eine Schauspielausbildung erhielt sie 2017/18 an der European Film Actor School (EFAS), Schauspielworkshops besuchte sie 2018 unter anderem an der Tankstelle bei Sigrid Andersson. Von 2019 bis 2023 absolvierte sie ein Schauspielstudium an der Bayerischen Theaterakademie August Everding in München. Ein Auslandssemester absolvierte sie 2022  am Rose Bruford College in London im Studiengang Acting BA.
Ab 2020 war sie in der Fernsehserie Pan Tau sowie in der ARD-Krimireihe Ein Krimi aus Passau im Film Freund oder Feind zu sehen. 2021 hatte sie eine Episodenrolle als Marie Vogel in der Folge Der Liebhaber der ZDF-Serie Kanzlei Berger. Im Kinospielfilm Servus Papa – See You in Hell (2022) von Christopher Roth mit Jana McKinnon und Clemens Schick spielte sie Rolle der Geraldine. In der britischen ITV-Serie Professor T. war sie 2022 in der Folge The Mask Murders in einer Episodenrolle als Candice zu sehen. Ebenfalls 2022 stand sie unter der Regie von Nina Vukovic für die ZDFneo-Serie Der Schatten als junge Norah Richter vor der Kamera, während die Rolle der Protagonistin in höherem Alter von Deleila Piasko verkörpert wurde. 2022 spielte sie im Coming-of-Age-Filmdrama Heartbeast von Aino Suni die Rolle der Winona.
In der Ende April 2023 erstmals ausgestrahlten Folge Rückkehr ohne Wiedersehen der ZDF-Krimiserie Der Alte hatte sie als Beatrice Wörsching eine Episodenrolle. Im ZDF-Dokudrama Ich bin! Margot Friedländer stellte sie die Holocaustüberlebende Margot Friedländer in ihren jungen Jahren dar, während Ilona Schulz sie in älteren Jahren verkörperte. Im Historiendrama Stella. Ein Leben. von Kilian Riedhof mit Paula Beer übernahm sie die Rolle der Hansi Meyer.

## Filmografie (Auswahl)
- 2020: Pan Tau (Fernsehserie)
- 2020: Freund oder Feind. Ein Krimi aus Passau (Fernsehreihe)
- 2021: Kanzlei Berger – Der Liebhaber  (Fernsehserie)
- 2022: Heartbeast
- 2022: Muttertag – Ein Taunuskrimi (Fernsehfilm-Zweiteiler)
- 2022: Servus Papa – See You in Hell
- 2022: Professor T. – The Mask Murders (Fernsehserie)
- 2023: Der Alte – Rückkehr ohne Wiedersehen (Fernsehserie)
- 2023: Der Schatten (Fernsehserie)
- 2023: Ich bin! Margot Friedländer (Fernsehfilm)
- 2023: Stella. Ein Leben.
- 2023: Die Augenzeugen (Fernsehserie)
- 2024: Die Spaltung der Welt (sechsteiliges Dokudrama)